# 中国电影报道
《中国电影报道》是广电总局电视节目中心通过中国中央电视台放送的一档电影娱乐资讯节目。每天在CCTV-6播出，作为CCTV-6的一档标志性栏目，该节目主要向观众提供大中华区的各类电影娱乐资讯。
栏目组会派出主持人和记者亲临电影拍摄现场及各类大型活动(如首映式、新闻发布会、新电影官网开通等)，故其时效性、可看性较强，收视较高。《中国电影报道》是中国大陆电影资讯的重要平台，一些电影制作方会与栏目组合作进行影片的推广宣传。此外，栏目主持人多次参与主持中国电影界颁奖的晚会盛典，如金鸡奖、百花奖、华表奖、上海国际电影节、大学生电影节等。

## 变迁
《中国电影报道》的前身是《中国电影动态》，1999年7月正式播出，在每个星期日播出一期，时间为10分钟。2000年7月，扩充为30分钟，依旧是每周日一期。2002年底，节目进行全新改版，更名为《中国电影报道》，每周二至周六共播出五期，每期改为15分钟。此后，节目的播出时间更改过多次，现在的播出时间为每日一期，时间为20分钟。

## 主持人
《中国电影报道》现拥有三位女主持人，被誉为“柔情铁三角”。
- 经纬
  - 女，彝族，1980年出生。毕业于北京广播学院，2003年开始担任栏目主持人。
- 瑶淼
  - 女，锡伯族，1978年出生，毕业于北京广播学院，2006年开始担任栏目主持人。
- 李蜜
  - 女，汉族，1986年出生，毕业于中国传媒大学，2008年开始担任栏目主持人。

### 现任主持
- 郭玮
- 蔡巧筠
- 李丹
- 谢映玲
- 蓝羽

## 制作组
- 新闻组
  - 制片人：张卫
  - 主持人：涂经纬，瑶淼，李蜜
  - 主编：刘武、黄恋
  - 策划：宋珂、刘武
  - 编导：赵卫防、乔卫、谭政……
- 专题组
  - 制片人：王丹如、李伟
  - 编导：程慧涛、王维、孟昭静……

## 部分专题节目

### 电影
- 《集结号》、《赤壁》、《大胃王》、《梅兰芳》、《太阳照常升起》……的新闻发布会。
- 《墨攻》、《伤城》、《门徒》、《老港正传》、《男儿本色》、《合约情人》、《飞行日志》……的首映式。
- 《夜宴》、《满城尽带黄金甲》……的官网开通仪式。

### 明星
成龙、周润发、刘德华、梁朝伟、葛优、姜文、赵本山、章子怡、范冰冰、李冰冰、赵薇、周杰伦、谢霆锋、张柏芝……的特别专访。

## 主题词
电影生活，新鲜接触
全线接触，共享幕后精彩

## 影响
2004年开始，《福布斯》将《中国电影报道》报道内容作为旗下“年度中国内地名人榜”统计明星曝光率时的重要参考数据。
2004年-2007年，节目在人均收视时间排名前10名的娱乐报道类节目中位居第一位。